# José Antonio Martín Bertrán
José Antonio Martín Bertrán (Barcelona, Cataluña, España, 13 de agosto de 1964) es un ex-árbitro de baloncesto español de la liga ACB. Pertenece al Comité de Árbitros Catalán.

## Trayectoria
Es el menor de tres hermanos. Comenzó en Baloncesto como jugador en el colegio La Salle Condal de Barcelona, con ocho años. Con catorce años empieza dentro del mundo del arbitraje, entrando a formar parte de los árbitros del Consell Escolar de Barcelona, esto sucedió en 1978. Al año siguiente se fusionan el Consell con la Escuela Catalana de Árbitros de Barcelona (ECAB), donde prosigue su formación.  Durante estos años sigue jugando y arbitrando. Con 18 años empieza sus estudios de Farmacia y al mismo tiempo deja de jugar, para poder acceder al comité de Árbitros.
En 1988 consigue su ascenso a ACB con 23 años, conjuntamente con siete compañeros, Redondo, De la Maza, Arteaga, Ferreiro, Martinez, Hernández Cruz, García Zumeta. Su debut fue el 15 de octubre de 1988 en un Breogán-Caja de Ronda (80-81) y, en su curso de estreno, el colegiado catalán acabó dirigiendo 24 partidos de Liga ACB y otros dos de Copa del Rey.
En el año 1996, en Antalya (Turquía) consigue su acceso a árbitro FIBA internacional. En el año 2000 empieza a arbitrar partidos en la Euroleague.
Es licenciado en Farmacia y tiene un Máster de Gestión Empresarial para Industria Farmacéutica y Afines, por la Universidad de Barcelona. Actualmente trabaja en una multinacional farmacéutica en el área de ventas. También tiene el título de entrenador de baloncesto.
Ha arbitrado varias finales de la Copa del Rey y de la eliminatoria final de la Liga ACB. Dirigió partidos en el Mundial de Japón, en 2006; el Mundial de Turquía, en 2010, y la final de la Euroleague, en 2012.

### Llegada a los 1.000 partidos en la ACB
Martín Bertrán alcanzó en la Jornada 18 de la Liga ACB 2017-18 su partido número 1.000 en la Liga Endesa. Además, hasta la fecha había dirigido 61 encuentros de Copa del Rey (46 de ellos en fases finales y nueve en finales) y 11 de Supercopa Endesa, sumando un total de 1.071 partidos en competiciones ACB repartidos en 30 temporadas.
Es el árbitro que más partidos ha arbitrado en la Liga Endesa (1.000), en el Playoff (118), en el Playoff Final junto con Miguelo Betancor (22), en la Copa del Rey (61), en la fase final de la Copa del Rey (46) y en finales de la Copa del Rey junto con Miguelo Betancor (9).
| Temporada | Partidos |
| --------- | -------- |
| 1988-89   | 24       |
| 1989-90   | 34       |
| 1990-91   | 26       |
| 1991-92   | 36       |
| 1992-93   | 22       |
| 1993-94   | 21       |
| 1994-95   | 29       |
| 1995-96   | 31       |
| 1996-97   | 33       |
| 1997-98   | 36       |
| 1998-99   | 36       |
| 1999-00   | 41       |
| 2000-01   | 39       |
| 2001-02   | 39       |
| 2002-03   | 37       |
| 2003-04   | 37       |
| 2004-05   | 38       |
| 2005-06   | 38       |
| 2006-07   | 36       |
| 2007-08   | 34       |
| 2008-09   | 35       |
| 2009-10   | 35       |
| 2010-11   | 36       |
| 2011-12   | 36       |
| 2012-13   | 35       |
| 2013-14   | 34       |
| 2014-15   | 35       |
| 2015-16   | 35       |
| 2016-17   | 35       |
| 2017-18   | 17       |

## Temporadas
| Categoría        | País   | Año         |
| ---------------- | ------ | ----------- |
| Categorías bases | España | 1982 - 1983 |
| 2ª División      | España | 1983 - 1985 |
| 1ª División      | España | 1985 - 1988 |
| Liga ACB         | España | 1988 - 2020 |